# Эвридоме
Эвридоме (от др.-греч. Εὐριδόμη) — естественный спутник Юпитера, известен также как Юпитер XXXII.

## Открытие
Эвридоме был обнаружен 9 декабря 2001 года группой астрономов из Гавайского университета. Первоначально получил временное обозначение S/2001 J 4. Назван в честь одной из харит древнегреческой мифологии в августе 2003 года.

## Орбита
Эвридоме совершает полный оборот вокруг Юпитера на расстоянии в среднем 22 865 000 км за 717 дней и 7 часов. Орбита имеет эксцентриситет 0,276. Наклон ретроградной орбиты 150,3°. Принадлежит к группе Пасифе.

## Физические характеристики
Диаметр Эвридоме составляет в среднем около 3 км. Плотность оценивается 2,6 г/см³. Предположительно состоит из силикатных пород. Очень тёмная поверхность имеет альбедо 0,04. Звёздная величина равна 22,7m.